# Skultuna distrikt
Skultuna distrikt är ett distrikt i Västerås kommun och Västmanlands län. 
Distriktet ligger nordväst om Västerås. 

## Tidigare administrativ tillhörighet
Distriktet inrättades 2016 och utgörs av den del av området Västerås stad omfattade till 1971, delen som före 1967 utgjorde Skultuna socken.
Området motsvarar den omfattning Skultuna församling hade vid årsskiftet 1999/2000.